# Liga Nacional de Fútbol Profesional
La Liga Nacional de Fútbol Profesional, también llamada LaLiga y conocida como Liga de Fútbol Profesional (LFP) hasta julio de 2016, es una asociación deportiva integrada por los clubes y las sociedades anónimas deportivas que participan en las categorías profesionales de la liga española de fútbol, esto es, la Primera División (20 equipos), y la Segunda División (22 equipos). Por motivos de patrocinio y a partir de la temporada 2023-24, son denominadas LaLiga EA Sports y LaLigaHypermotion, respectivamente.  La Liga Nacional de Fútbol Profesional fue creada en 1984 y forma parte de la Real Federación Española de Fútbol (RFEF) aunque tiene personalidad jurídica propia y goza de autonomía para su funcionamiento.
Su presidente es el abogado hispanocostarricense Javier Tebas. 
Su principal función, además de defender los intereses de sus asociados, es la organización del Campeonato Nacional de Liga en la categoría profesional (Primera y Segunda División) en coordinación con la RFEF. El Campeonato Nacional de Liga solo ha sido interrumpido en dos ocasiones, durante la guerra civil española (1936-1939) y en 2020, debido a la pandemia por el coronavirus (COVID-19), cuando quedaron suspendidas las competiciones desde el 9 de marzo de 2020 hasta su reanudación a puerta cerrada y sin público el 11 de junio de ese mismo año.
Su sede central está ubicada en Madrid, España. También está presente en 55 países con 11 oficinas y 46 delegados. La asociación desarrolla la mayor parte de su acción social por medio de la Fundación LaLiga.
Entre los principales cometidos de LaLiga están la organización de las competiciones de fútbol profesional, el control económico, la venta centralizada de los derechos audiovisuales y una estrategia de internacionalización y liderazgo tecnológico.
LaLiga lleva años detectando y denunciando las actitudes de racismo, xenofobia y violencia ante el Comité de Competición de la RFEF y la Comisión Estatal Antiviolencia. Ante lo que LaLiga consideraba una inacción de estos organismos, hace tiempo pasó a denunciar ante la Fiscalía de Odio. Sin embargo, los criterios dispares y la falta de condenas por parte de la fiscalía, LaLiga dio un paso más y desde la temporada 22/23 acude directamente a los Juzgados en caso de insultos racistas. Esta vía, aunque empieza a dar resultados, es lenta. Es por ello que ante la falta de sanciones y condenas a lo que LaLiga denuncia, ésta ha solicitado competencias sancionadoras para decretar la clausura total o parcial de los recintos deportivos, la prohibición de acceso al mismo y la imposición de sanciones económicas. LaLiga también ha afirmado que si les dan las competencias sancionadoras, acaban con el racismo en el fútbol en cuestión de meses.
La Liga Nacional de Fútbol Profesional se opone a la Superliga Europea de Fútbol por ser un campeonato exclusivo y excluyente, que no premia los méritos deportivos, que elimina a las ligas domésticas como el vehículo para ganarse la plaza en la élite europea, y por basar su modelo de gobernanza en el poder de los equipos ricos. LaLiga tampoco está conforme con los  formatos de competición de la FIFA y la UEFA para 2025, por saturar el calendario.
Durante la pandemia del COVID-19, al decretarse el estado de alarma y el confinamiento de los ciudadanos en sus hogares, LaLiga organizó digitalmente distintos eventos culturales y deportivos.
En agosto de 2021, LaLiga acordó la creación, junto al fondo de capital riesgo CVC Capital Partners, de un holding y unas cuentas participadas, por lo que el fondo aportaba 2700 millones de euros, a cambio del 10,95 % de los beneficios generados por la explotación comercial de los distintos productos de LaLiga, a devolver por los clubes en 50 años. El proyecto se denominó LaLiga Impulso.

## Historia
Los primeros antecedentes de la actual liga se remontan al primer tercio del siglo XX cuando se disputaba el Campeonato de España y el posterior Campeonato Nacional de Liga, organizados por la Real Federación Española de Fútbol hasta 1984. 
En la temporada 1928-29, el F. C. Barcelona fue el primer equipo en declararse campeón de la Primera División, en la que participaron diez equipos (el Athletic Club, el Arenas Club de Guecho, el Real Madrid Foot-Ball Club, la Real Sociedad de Fútbol, el Foot-Ball Club Barcelona, el Real Unión Club, el Athletic Club de Madrid, el Real Club Deportivo Español, el Club Deportivo Europa y el  Real Santander Racing Club. En la Segunda División, que también se disputó desde la temporada 1928-29, participaron el Sevilla F. C., el Iberia S. C., el Deportivo Alavés, el Real Sporting de Gijón, el Valencia F. C., el Real Betis Balompié, el Real Oviedo F. C., el Real Club Celta, el R. C. Deportivo de La Coruña y el Racing Club de Madrid; mientras que en el grupo B lo hacían la Cultural y Deportiva Leonesa, el Real Murcia F. C., el C. D. Castellón, la R. S. Gimnástica de Torrelavega, el Zaragoza C. D., el Real Valladolid Deportivo, el C. A. Osasuna, el Tolosa C. F., el Barakaldo C. F. y el Cartagena F. C.
Hasta 1984 se sucedieron los distintos Campeonatos Nacionales de Liga en las distintas temporadas con la única interrupción de la Guerra civil entre 1936 y 1939. 
El 14 de julio de 1983 la asamblea extraordinaria de la Real Federación Española de Fútbol aprobó la creación de la Liga de Fútbol Profesional.  El primer comité ejecutivo de la Liga tomó posesión el 30 de diciembre de 1983 en la sede de la Real Federación Española de Fútbol, y el 26 de julio de 1984 se aprobaron los estatutos, fundándose oficialmente la Liga Nacional de Fútbol Profesional. Los estatutos fueron modificados y aprobados por el Consejo Superior de Deportes en 2019.

### Comité Ejecutivo
La primera directiva se formó por los siguientes presidentes de clubes profesionales, con los siguientes cargos:
- Manuel Vega-Arango Alvaré (Real Sporting de Gijón), presidente.
- Gerardo Martínez Retamero (Real Betis Balompié), vocal.
- Antonio Pérez Gascón (Club Deportivo Málaga), vocal.
- Antonio Baró Armengol (Real Club Deportivo Español), vocal.
- José de Aguilar Hernández (Unión Deportiva Las Palmas), vocal.
- Jesús Corzo Sierra (Real Club Deportivo de La Coruña), vocal.
- Manuel Toledano Núñez (Club Deportivo Puertollano), vocal.

Se contrató como secretario general a Jesús Samper Vidal, que organizó la primera estructura económica y administrativa, y que elaboró los primeros estatutos, que se aprobaron en 1984. A raíz de la aprobación de esos estatutos, la Liga Nacional de Fútbol Profesional se fundó oficialmente el 26 de julio de 1984.
En 1987 se contrató a Antonio Fidalgo Fernández como director de relaciones externas, y en 1991 a Pedro Tomás Marqués como gerente y a Carlos del Campo Colás como asesor jurídico.
El 11 de diciembre de 1984 Antonio Baró Armengol sucedió a Manuel Vega-Arango en la presidencia, que ocuparía hasta su fallecimiento, el 11 de febrero de 2001. Se realizaron entonces unas elecciones a la presidencia, que ganó Pedro Tomás Marqués. 
Sin agotar su mandato, Tomás dejó el cargo y el 9 de junio de 2004 el vicepresidente primero de la Liga, José Luis Astiazarán -presidente de la Real Sociedad de Fútbol- asumió la presidencia en funciones. Tras un año, Astiazarán dejó su puesto ante la convocatoria de elecciones, siendo reemplazado en la presidencia interina el 22 de junio de 2005 por Guillermo Cabello Valero, vicepresidente segundo de la Liga y presidente del Terrassa FC. No obstante, el descenso de este club a Segunda División B le obligó a Cabello a ceder la presidencia en funciones a Carlos del Campo Colás, secretario general de la Liga Nacional de Fútbol Profesional. Las elecciones se celebraron finalmente el 15 de julio de 2005, siendo elegido José Luis Astiazarán como nuevo presidente, al obtener el aval de 39 de los 42 clubes afiliados a la Liga.
El 14 de abril de 2009 Astiazarán dimitió para anticipar las elecciones, ejerciendo como presidentes interinos los dos vicepresidentes, Javier Tebas y Jaime Barriuso, junto al secretario general, Carlos del Campo. El 27 de abril de 2009 Astiazarán fue reelegido presidente tras ser la suya la única candidatura presentada. El 26 de abril de 2013 fue sucedido en el cargo por Javier Tebas, que fue el único candidato que se presentó a las elecciones en el siguiente mandato. El 11 de octubre de 2016 Tebas fue reelegido con el aval de 37 de los 42 clubes con derecho a voto para un segundo mandato. A fines de 2019 fue reelegido para un tercer mandato hasta 2024. La gestión de Tebas desde su llegada en 2013 ha supuesto el crecimiento a partir del control económico, la venta centralizada de los derechos audiovisuales y una estrategia de internacionalización y liderazgo tecnológico.

### Presidentes
| Presidente                      | Período     |
| ------------------------------- | ----------- |
| Manuel Vega-Arango              | 1983-1984   |
| Antonio Baró                    | 1984-2001   |
| Pedro Tomás                     | 2001-2004   |
| José Luis Astiazarán (interino) | 2004-2005   |
| Guillermo Cabello (interino)    | 2005        |
| Carlos del Campo (interino)     | 2005        |
| José Luis Astiazarán            | 2005-2013   |
| Javier Tebas                    | 2013-actual |

### Denominación
En los primeros estatutos aprobados en 1984 se denominó oficialmente a la entidad como «Liga Nacional de Fútbol Profesional» aunque en los medios de comunicación y entre la afición se acortó el nombre de una manera informal, como «LALIGA»  o la «Liga de Fútbol Profesional» y utilizando su acrónimo «LFP» con asiduidad. 
En la temporada de 1996-1997, la liga empezó a conocerse en los medios de comunicación con el sobrenombre de «Liga de las Estrellas». La bonanza económica, la conversión de los clubes en sociedades anónimas, la venta de los derechos audiovisuales y la Ley Bosman —que permitía una mayor circulación de futbolistas de la Unión Europea (y de otros jugadores foráneos, sudamericanos o africanos)— consiguieron atraer a los mejores futbolistas extranjeros, lo que supuso la explosión definitiva del fútbol español; mientras se seguía utilizando con asiduidad la denominación “Liga de Fútbol Profesional”, a pesar de no ser la denominación oficial. 
Esta denominación extraoficial, que no presentaba mayor problema entre los medios de comunicación españoles, empezó a encontrar dificultades por tener la misma denominación y el mismo acrónimo que la liga francesa “Ligue de Football Professionnel” (LFP).
Su primer acuerdo de patrocinio fue con el BBVA. A partir de 2008 la denominación de la Primera División estuvo asociada al BBVA, su principal patrocinador, denominándose “Liga BBVA”, mientras que la Segunda División era la “Liga Adelante”. El acuerdo con el BBVA se extendió hasta la temporada 2015-2016. 
El 21 de julio de 2016 y por un período de tres temporadas se firmó un contrato de patrocinio con el Banco Santander. La liga recuperó su independencia denominándose desde entonces “LaLiga” y refinando su identidad corporativa. El acuerdo de patrocinio con el Banco Santander supuso dos nuevos nombres para sus principales competiciones. La Primera División pasó a llamarse “LaLiga Santander” y la Segunda División “LaLiga 1,2,3”. La denominación de la Segunda División volvió a cambiarse en agosto de 2019, pasando a llamarse “LaLiga SmartBank”.
En resumen, las únicas denominaciones oficiales de la asociación son "LALIGA” o “Liga Nacional de Fútbol Profesional”.
Tras el acuerdo de patrocinio firmado con Electronic Arts en 2022, LALIGA EA SPORTS y LALIGA HYPERMOTION son las denominaciones de la Primera y Segunda División, iniciándose en la temporada 2023-24 y para las cuatro  siguientes.

## Gestión económica

### Saneamiento y control
A partir de 2013 se inició un proceso de saneamiento y control económico a raíz de la dramática situación económica en la que se encontraban la mayoría de los clubes. En la Asamblea del 21 de mayo de 2014, los clubes aprobaron el “Reglamento de control económico de los Clubes y Sociedades Anónimas Deportivas afiliados a la Liga Nacional de Fútbol Profesional” por el que se autoimponían unas normas más estrictas que las propugnadas por la UEFA y establecían el control económico y supervisión de los clubes por parte de La Liga.
Desde ese momento los clubes y las Sociedades Anónimas Deportivas (SAD)  iniciaron un proceso por el que fueron abandonando los impagos a jugadores, y reduciendo las deudas con  la Agencia Estatal de Administración Tributaria (AEAT)  y con la Seguridad Social.  Ello supuso una mayor fortaleza financiera y una competencia real entre clubes, evitando el dopaje financiero.

### Derechos audiovisuales
El progreso y afianzamiento de LaLiga también se logró por la comercialización conjunta de los derechos audiovisuales de los clubes y las Sociedades Anónimas Deportivas de Primera y Segunda División. La venta centralizada de los derechos audiovisuales, principal fuente de ingresos de los clubes, se aprobó en el Congreso de los Diputados el 14 de mayo de 2015, siendo el Real Decreto ley 5/2015 el que desarrolla la normativa.

### Impacto socioeconómico
La actividad económica producida por LaLiga supone un sector estratégico: generó 15 688 millones de euros en la temporada 2016-17, equivalente al 1,37 % del PIB, y 185 000 empleos directos e indirectos, según el estudio presentado por Price Waterhouse Coopers en 2019.
En el estudio de PwC, el impacto económico derivado por la industria del fútbol profesional se duplicó en la temporada 2016-17, respecto a la temporada 2012-13, cuando el impacto fue de 7600 millones y suponía el 0,75 % del PIB; mientras que su influencia en el empleo creció un 28 % en ese periodo (de 140 000 puestos de trabajo a 184 600) y la recaudación fiscal un 41 %, de 2995 millones a 4089.
El fútbol es un generador de ingresos (input) para otras empresas, pues usan el fútbol como palanca para generar actividad. El “impacto tractor” revela que de los 2398 millones que gastaron los aficionados en día de partido, 1072 millones fueron en el estadio, 1226 millones en bares y 100 millones en turismo; 561 millones fueron gastos en televisión de pago, 561 millones en medios de comunicación, 261 millones en apuestas y 217 en videojuegos.
Por cada euro de ingresos en LaLiga se generaron 4,2 € en el resto de actividades; y cada puesto de trabajo de la competición creó otros cuatro en otros sectores. En cuanto a la aportación a las arcas públicas, la industria del fútbol profesional aportó 4089 millones de euros en impuestos en España.
| Temporada | Personas   | Porcentajes                         |
| --------- | ---------- | ----------------------------------- |
| 2013-14   | 13 116 414 | {\displaystyle \blacktriangle 3,47} |
| 2014-15   | 13 669 664 | {\displaystyle \blacktriangle 4,22} |
| 2015-16   | 14 014 099 | {\displaystyle \blacktriangle 2,52} |
| 2016-17   | 14 051 405 | {\displaystyle \blacktriangle 0,27} |
| 2017-18   | 14 273 818 | {\displaystyle \blacktriangle 1,58} |
| 2018-19   | 14 812 356 | {\displaystyle \blacktriangle 3,77} |
| 2019-20   | 11 076 913 | {\displaystyle \blacktriangle 2,89} |

Fuente: LaLiga.com
Según el  Informe Económico-Financiero de la temporada 2019-2020, la primera temporada afectada por el confinamiento y las restricciones de la pandemia COVID-19, el fútbol español manifestó su fortaleza y sostenibilidad, al superar por primera vez los 5.000 millones de ingresos, a pesar del impacto de la pandemia. LaLiga fue la única competición de las grandes ligas que logró un resultado neto positivo (77 millones de euros), y la que más ingresos genera per cápita. Todo ello gracias a la responsabilidad que demostraron los clubes españoles en la contención del gasto.
| Temporada | Ingresos |
| --------- | -------- |
| 2020-21   | 3,82 M€  |
| 2019-20   | 5,045 M€ |
| 2018-19   | 4,871 M€ |
| 2017-18   | 4,433 M€ |
| 2016-17   | 3,708 M€ |
| 2015-16   | 3,209 M€ |
| 2014-15   | 2,87 M€  |
| 2013-14   | 2,688 M€ |

Fuente: LaLiga
En 2021 LaLiga aportó más de 125 millones de € a otras entidades para el desarrollo del fútbol no profesional y otros deportes. De esta cantidad, la RFEF percibió un 52% (65,6 millones de euros), el CSD un 39,5% (48,8 millones de euros) y los sindicatos de jugadores un 8,9% (11,3 millones de euros). Ello supuso un incremento del 13% respecto a lo aportado en la temporada 19/20 y de un 202% respecto a la temporada 14/15.

### LALIGA Impulso
La Asamblea de Clubes aprobó la creación de LALIGA Impulso, un proyecto basado en la creación de una empresa participada por la entidad de capital riesgo CVC Capital Partners para la explotación comercial de los distintos productos de LALIGA. No se trata de una venta de derechos ni de una financiación o rescate, sino de una participación en la que el fondo corre el riesgo según cómo evolucione el negocio, no habiendo garantía de retorno de ninguna cantidad. Con esta inyección de capital, LaLiga pretendía pasar del modelo mono-producto, basado casi exclusivamente en el partido y en la venta de los derechos audiovisuales, a un modelo multi-producto/multi-experiencial, de relación directa con el aficionado, basado en tecnología y en capacidades digitales y analíticas. La inyección de capital permite un relanzamiento de LaLiga como empresa global de entretenimiento digital. 
LaLiga Impulso fue aprobado por los clubes, por unanimidad, en la Comisión Delegada del 4 de agosto de 2021; y aprobado por una mayoría de 39 clubes (de 42 en total) el 12 de agosto. En esta asamblea votaron en contra el Real Madrid Club de Fútbol, Fútbol Club Barcelona, Athletic Club y Real Oviedo, aunque días después los asturianos finalmente decidieron suscribirse al acuerdo para garantizar su proyecto deportivo. Por su parte, los otros tres clubes impugnaron el acuerdo al considerarlo «un procedimiento notoriamente irregular e irrespetuoso con las mínimas garantías exigibles, especialmente ante una operación de tal trascendencia y duración». Sin embargo el Fútbol Club Barcelona, en junio de 2023 se retiró de la demanda contra LaLiga y los clubes, quedando únicamente el Real Madrid y el Athletic de Bilbao como los únicos clubes opositores al acuerdo.
El acuerdo entre CVC y LaLiga prevé la posibilidad de que algún club no se acoja a él, o pueda incorporarse más adelante, de tal manera que se restan de la cantidad inicial las cantidades que corresponderían a esos clubes. Tras la no inclusión de los clubes antes mencionados, el montante final se fijó en 1.994 millones a cambio de una participación del 8,2% de los beneficios de la explotación comercial. En agosto de 2022, la totalidad de los clubes recién ascendidos a LaLiga (Albacete BP, FC Andorra, Real Racing Club y Villarreal B) se sumaron a LaLiga Impulso.
En cuanto al destino de los fondos por parte de los clubes, el 70% deben dedicarlo a infraestructuras, el 15% a liquidar deuda y el 15% restante para aumentar el tope salarial de los jugadores en los primeros tres años. Con el monto mayor se pretende que los clubes lo destinen al área estratégica: estrategia deportiva, infraestructura, desarrollo internacional, desarrollo de marca y producto, estrategia de comunicación, plan de innovación, tecnología y datos, y plan de desarrollo de contenidos en plataformas digitales y redes sociales. También se destinan 107,2 millones a la Real Federación Española de Fútbol —la cual se opuso a la operación— y al Consejo Superior de Deportes, que se dedicarán al fútbol femenino, fútbol semiprofesional y amateur. Los 100 millones restantes son para inversiones de LaLiga.
CVC valoró a LaLiga en 24.250 millones de euros —equivalente a 15,1 veces su ebitda de 2019-20—, valoración que fue certificada por la banca Rotschild como apropiada.
CVC Capital Partners ha sido una de las firmas más activas en acuerdos en la industria del deporte, con una experiencia de más de 25 años en competiciones internacionales de rugby, voleibol, tenis, MotoGP, Fórmula 1 y relaciones con socios tecnológicos, si bien la mayoría de sus operaciones son de capital riesgo y compra de deudas, también buscan oportunidades en sectores o compañías con expectativas de expansión para, en largo plazo, sacar un gran potencial y altas rentabilidades. Según palabras de la propia firma: «Compramos compañías en acuerdo y colaboración con sus equipos de gestión y les ayudamos a desarrollar sus planes de desarrollo y a crear valor a medio plazo de manera sostenible».
El plan estratégico de la firma es recuperar su inversión en un período de entre cinco y diez años, para entonces dejar paso a otro inversor que tome el relevo. Con la finalidad de hacer crecer la competición mediante el crecimiento de la propia marca de los equipos, los clubes deberán diseñar un programa estratégico —a presentar a la patronal—, mediante el que podrán destinar el dinero recibido en su crecimiento institucional y deportivo, favoreciendo así al conjunto del campeonato.

## Despliegue tecnológico

### Digitalización
La progresiva digitalización de la sociedad también ha tenido su correspondencia en el fútbol profesional español para conseguir una mejora del producto audiovisual y su desarrollo multimedia. LaLiga cuenta con un ecosistema digital basado en tres puntos: canales, servicios y datos, que permiten la interacción entre los clubes y los aficionados.  Mediante el portal web, las aplicaciones móviles y   LaLigaSportsTV, la plataforma OTT (plataforma de TV a través de internet) lanzada a principios de 2019, se consigue la participación de la afición que interactúa con todos estos dispositivos; también los servicios agilizan y facilitan el acceso de los aficionados. Todos los datos generados por esta interacción sirven después para personalizar los contenidos con la posibilidad de jugar con todos los canales de este ecosistema. 
Los datos se han convertido en un elemento fundamental de la estrategia de LaLiga con la finalidad de centralizar, organizar, preparar y proporcionar toda la información necesaria para que la toma de decisiones  se lleve a cabo de forma eficaz. Se han ido incorporando a los clubes las distintas herramientas y aplicaciones tecnológicas basadas en la inteligencia artificial, lo que sirve entre otros cometidos para detectar amaños y ayudar en la decisión de los horarios para optimizar asistencia a estadios y audiencias.

### Producción audiovisual
Los partidos más importantes de cada jornada son grabados con el sistema 4k - HDR (High Dynamic Range o Alto Rango Dinámico) con 20 cámaras HDR, y en partidos especiales (el Clásico o finales) se graban con 30 cámaras. Desde la temporada 2017/18 todos los estadios cuentan con una cámara táctica que sigue el juego automáticamente y consigue un plano táctico en directo para los analistas de los equipos. Además se cuenta con una cámara aérea que se ubica a 21 m de altura sobre el terreno de juego, y 38 cámaras de Ultra Alta Definición alrededor de los estadios para crear clips de vídeo volumétrico en 360° y recrear repeticiones de cada jugada desde todos los puntos de vista. A ello se suma la utilización de la tecnología Replay 360 para crear gráficos virtuales en las retransmisiones en directo.

### Herramientas tecnológicas
La inteligencia artificial, la profusión de datos y el uso de determinadas herramientas facilitan la toma de decisiones de los clubes respecto a cuestiones puntuales. 
Con Mediacoach los 42 clubes de primera y segunda división acceden a información, estadísticas y análisis (proporcionados por cámaras GPS que siguen a cada jugador) sobre el rendimiento de los jugadores que les permiten el análisis del juego y de las acciones técnico-tácticas y físicas que se dan en un partido.
Los jugadores cuentan con Players APP,  una aplicación exclusiva para los jugadores de LaLiga realizada con la revista Club del deportista, con información  de sus datos sacados de Mediacoach, y que ofrece, después de cada partido, información personalizada para cada jugador.
Calendar Selector es una herramienta desarrollada por LaLiga para obtener los horarios que permitan optimizar la asistencia a estadios y la audiencia. Para ello  han desarrollado un algoritmo que utiliza decenas de variables históricas: horarios, audiencias, asistencia, clasificación, etc. y que ayuda a tomar las decisiones más óptimas respecto a los horarios.
Sunlight Broadcasting Planning: se han levantado en 3D todos los estadios de LaLiga con máximo detalle. De esta manera, al introducir en el software una fecha y una hora determinada, el programa te ofrece con total exactitud cómo será la incidencia de sol, luz, sombras, brillos, etc., y estimar de esa manera cómo será el impacto tanto en los aficionados como en las cámaras de televisión. Esto también contribuye a una mejor elección de horarios.

### Aplicaciones y juegos
Las aplicaciones o Apps de LaLiga contaban en octubre de 2021 con más de 116 millones de descargas, de las que el 80 % procedían  de fuera de España. Las aplicaciones desarrolladas por LaLiga son: App Oficial LaLiga, Quiniela, Apps de clubes (Implementada en 23 clubes de LaLiga), LaLiga Fantasy, Head Football, Tiny Striker LaLiga, LaLiga Top Cards, LaLiga Juegos Educativos, y Asistentes de voz (Google, Cortana, Skype, Samsung Bixby, Movistar Home).
En la temporada 2017-18, LaLiga se introdujo en el mundo virtual de los deportes electrónicos o esports. En 2019-20 se celebró la eLaLiga Santander, dentro de la competición oficial de EA Sports Tm FIFA 20 Global Series en España, contando con la participación de 33 clubes de LaLiga Santander y LaLiga SmartBank.

### Redes sociales
LaLiga superó en junio de 2023 los 200 millones de seguidores en sus diversas plataformas sociales (en la temporada 2013-14 solo contaba con 3.9 millones).
Tienen abiertos 22 perfiles en 16 canales diferentes: Facebook, Twitter (LaLiga, LaLigaEN, LaLigaArab, LaLigaBRA, LaLigaFRA, LaLigaJP, LaLigaID, LaLigaTH, LaLigaSports, eSportsLaLiga, Fundación LaLiga), Line (3 perfiles) Instagram  y Facebook (2 perfiles), YouTube, TikTok (2 perfiles), cuatro redes en China (Weibo, WeChat, Douyin, Toutiao); dos redes en Rusia (OK, VK); Line (tres cuentas: Japón, Tailandia e Indonesia).
Su audiencia es global y está repartida por todo el mundo. España es el país con más seguidores (con 7 millones), seguida por Indonesia (con más de 5.2); India (más de 5.1); México (más de 5); Brasil (más de 4.7) y China y Egipto (con más de 4 cada uno).
Con todos esos usuarios, LaLiga se comunica en veinte idiomas. Además de en español, lo hace en  inglés, francés, portugués, árabe, chino, japonés, hindi, hinglish, bengali, turco, tailandés, bahasa, ruso, hebreo, vietnamita, lingala, wolof, suajili e inglés pidgin.

## Medidas contra el racismo, la violencia y los amaños
Entre los objetivos que se ha planteado LaLiga está el de evitar la violencia, la xenofobia y el racismo, los potenciales amaños de los partidos, y la piratería audiovisual. 
En diciembre de 2023 se aglutinaron las diversas acciones para evitar cualquier forma de odio en el fútbol profesional bajo la plataforma LALIGAVS. LaLiga ha impulsado, junto a los clubes, más de 700 iniciativas encaminadas a educar, prevenir y actuar. También se ha creado el Monitor para la Observación del Odio en el Deporte (MOOD), para medir la eficacia y el éxito de sus estrategias entre los aficionados.
Las conductas racistas se denuncian ante la Justicia española, ante la Comisión Estatal contra la Violencia, el Racismo, la Xenofobia y la Intolerancia en el Deporte y ante la Real Federación Española de Fútbol (RFEF) después de cada jornada. Los departamentos de Legal y de Integridad y Seguridad de LaLiga aplican un sistema de  prevención, detección y denuncia. LaLiga también se persona como acusación en cualquier procedimiento penal relacionado con violencia y racismo en el fútbol. Para acelerar la identificación de estas conductas la institución ha habilitado el correo electrónico StopRacismo@laliga.es y el canal de Telegram @StopRacismoLaLiga; también ha creado un canal de denuncias en su web.
Semanalmente se elabora  un informe/denuncia con los cánticos que inciten a la violencia o tengan contenido insultante,  que se envía a la RFEF y a la Comisión Antiviolencia. Y son estos los únicos responsables para imponer sanciones.
En cuanto a los amaños de partidos, además de la herramienta tecnológica se imparten charlas sobre integridad y seguridad a todos los jugadores de ambas ligas. Tecnológicamente se monitorean todas las casas de apuestas a nivel mundial y se buscan patrones de comportamiento anormales, que analizan expertos, y si se encuentra algo sospechoso se pone en manos de policía y autoridades judiciales. Para luchar contra los amaños y poder predecirlos mediante la tecnología, se han incorporado en los clubes herramientas internas como la Tyche 3.0. Ha habido casos judiciales que han surgido a partir de denuncias de LaLiga como la operación Oikos.

## Medidas contra la piratería
Respecto a la piratería audiovisual, además de contar con un departamento antipiratería con cincuenta profesionales y que colabora con otras ligas europeas, se promueve la acción legal y de lobby y las relaciones institucionales para favorecer una legislación que la persiga (tanto en España como en el exterior), incluso con multas que llegan hasta los 450 euros para consumidores de fútbol pirata.
Las herramientas digitales para la persecución de la piratería que utiliza LaLiga, entre ellas el programa Marauder,  fueron cedidas al Ministerio de Cultura de España que consiguió un avance sustancial para evitar el fraude y los delitos contra la propiedad intelectual.
El 18 de diciembre de 2024, mediante sentencia del Juzgado de lo Mercantil nº6 de Barcelona, La Liga obtuvo permiso judicial para solicitar bloqueos de determinadas direcciones IPs empleadas para distribuir ilegalmente contenidos audiovisuales de La Liga.  En ocasiones estas direcciones IP están bajo el amparo de grandes tecnológicas estadounidenses que permiten que mafias y organizaciones criminales blanqueen digitalmente el contenido ilegal que sustraen, siendo así cooperadores necesarios en delitos contra la propiedad intelectual, según lo establecido en el artículo 270.2 del Código Penal español.

### Acciones legales

#### Roja Directa
La web de contenido deportivo ilegal fue condenada a abonar 31,6 millones de euros al grupo Mediapro por los daños y perjuicios causados por el pirateo de contenidos de fútbol propiedad del grupo. El Juzgado Mercantil nº2 de A Coruña fijó la indemnización que Puerto 80 y su administrador, Igor Seoane, debían resarcir a Mediapro por la emisión ilegal de partidos de La Liga durante la temporada 2014-2015.

#### Operación Corsario Azul
En noviembre de 2024 el Equipo de Investigación Tecnológica (EDITE) de la Guardia Civil, desactivó el canal de streaming Cristal Azul, complemento del reproductor multimedia Kodi que retransmitía ilegalmente todos los partidos de Primera y Segunda división en directo.

#### Operación Kratos
Liderada por la República de Bulgaria y la Europol, se descubrió que la red distribuía ilegalmente unos 2.500 canales de televisión y llegaba a más de 22 millones de usuarios en todo el mundo. Se identificaron 560 revendedores del servicio pirata y se incautaron drogas y armas en los registros.

#### Magis TV
En 2024 LaLiga consiguió que la justicia argentina ordenase a Google el bloqueo de la plataforma Magis TV y todas sus aplicaciones para impedir que se siguiera usando el canal fraudulento de TV por internet, donde se podía acceder a los partidos.

#### Plataforma DuckVision
En febrero de 2025 se desactivó la plataforma pirata DuckVision antes del derbi entre el Real Madrid y el Atlético de Madrid. La plataforma contaba con 200.000 usuarios y hacía uso de la tecnología de Cloudflare,empresa denunciada repetidamente por amparar bajo la supuesta libertad de expresión a grupos terroristas además de contenidos de extrema derecha, y distintas actividades criminales.

#### Conflicto con Cloudflare
A partir de febrero de 2025, La Liga, amparándose en la sentencia judicial de diciembre de 2024, comenzó a exigir a las operadoras telefónicas el bloqueo de rangos de direcciones IP pertenecientes a Cloudflare por transmitir partidos de fútbol de forma ilegal. Los bloqueos legales de IPs tuvieron efectos colaterales significativos, afectando a millones de sitios legítimos que utilizan los servicios de seguridad y distribución de contenido de Cloudflare durante la transmisión de los encuentros.
Por su parte, Cloudflare criticó, en un comunicado al medio online Xataka las acciones de La Liga, argumentando que los bloqueos de IP afectaban desproporcionadamente a usuarios legítimos y a sitios web que no infringían ninguna ley. El comunicado prosiguió advirtiendo de que "Esto parece reflejar una creencia errónea de que sus intereses comerciales deben prevalecer sobre los derechos de millones de consumidores a acceder a la Internet abierta". Expertos en el ámbito digital advirtieron que este tipo de bloqueos comprometía la neutralidad de la red.
Ante los bloqueos, la organización de ciberseguridad RootedCON y Cloudflare presentaron  una petición de nulidad por el bloqueo indiscriminado de las IPs. Sin embargo el juzgado de Barcelona siguió defendiendo la medida y la sentencia de diciembre de 2024 que amparaba los bloqueos fue respaldada, sin posibilidad de recurso, en marzo de 2025. La Liga ha defendido estas acciones acusando a Cloudflare de colaborar con la piratería al negarse a bloquear los sitios que La Liga identifica como infractores.
A partir de la tarde del 15 de Febrero, y mediante un comunicado de prensa, La Liga puso a disposición de los afectados económicamente por los bloqueos a IPs pertenecientes a Cloudflare una dirección de correo para ejercer presión sobre Cloudflare, empresa sobre la que descargó toda la culpabilidad.
Se ha reportado que otros servicios como Vercel y Netlify también fueron objeto de bloqueos, pese a haber expresado su disposición a colaborar con La Liga, solicitando ser notificados previamente antes de cualquier restricción. En concreto, Vercel criticó públicamente los bloqueos, calificándolos de "censura de internet sin responsabilidad" y aunque  estableció un canal de comunicación con La Liga para evitar bloqueos, la empresa fue bloqueada de nuevo sin previo aviso.
Los bloqueos llegaron a afectar a webs importantes como X, Vimeo, Steam, GitHub  y  la Real Academia de la Lengua Española (RAE) que envió una carta a La Liga en abril expresando su preocupación por el impacto de estos bloqueos en su presencia en línea. Javier Tebas, en respuesta a la carta de la RAE, indicó que en su buzón recibían quejas falsas, o webs afectadas con solo 100 usuarios, minimizando el problema. Además en dicha respuesta amenazó con demandar a la RAE por compartir su IP con organizaciones delictivas.
El 14 de mayo de 2025, el BNG registró en el Congreso de los Diputados una iniciativa para reclamar al gobierno que actúe ante bloqueos indiscriminados que afectan a negocios y empresas.

## Apoyo al deporte y la sociedad
Desde sus inicios, LALIGA se opuso a la Superliga Europea de Fútbol por ser un campeonato exclusivo y excluyente.  LaLiga también ha mostrado, a través de Javier Tebas, su disconformidad con el formato del Mundial de Clubes de la FIFA y el formato de las competiciones UEFA, argumentando que todos los formatos de competición propuestos en 2025 añaden más partidos, lo que repercute en la saturación del calendario, el riesgo en la integridad física de los jugadores y la devaluación del valor de las ligas nacionales, poniendo en peligro la sostenibilidad del fútbol.

### LALIGA SPORTS
LaLigaSports surgió en 2016 con los compromisos adquiridos tras la aprobación del Real Decreto ley 5/2015 y como vehículo para apoyar a otros deportes españoles (no fútbol)  e impulsar la industria del deporte. Está conformada por 64 federaciones y recibe el 1 % de los ingresos que se obtienen por la venta de los derechos audiovisuales del fútbol. Entre sus objetivos está  sufragar la seguridad social de los deportistas de alto nivel de estos otros deportes, así como a financiar la asistencia a competiciones internacionales. Los recursos aportados, el 1 % de los derechos audiovisuales, son administrados por el Consejo Superior de Deportes, que en la temporada 2018-19 repartió 13 350 000 € distribuidos en tres partidas: seguridad social, becas y competiciones internacionales.

### LALIGA SPORTSTV
A principios de 2019 se lanzó la plataforma LaLigaSportsTV, un servicio OTT (over-the-top) o plataforma de TV por internet (tipo Netflix) que ofrece una variedad de competiciones deportivas españolas en directo, y que además del fútbol presenta la actualidad de los otros deportes con menor cobertura mediática. Mediante esta plataforma se emiten las competiciones mediante emisión en continuo o streaming, de tal manera que cualquier persona puede acceder a ellas, aunque hay contenidos libres y otros de pago. En cuanto al fútbol, se puede acceder a los partidos de LaLiga Hypermotion correspondientes a la Segunda División previo pago, y al resto de los deportes de manera gratuita (salvo excepciones). Mientras que a los partidos de la Primera División no se puede acceder mediante ella, aunque sí a un resumen del partido y entrevistas antes y después de su celebración. En general se pueden visionar una gran cantidad de deportes y competiciones españolas pero se quedan fuera contenidos normalmente de pago (ligas de baloncesto, torneos de tenis, …).  A fines de 2019 había más de 400 000 usuarios registrados y 30 modalidades deportivas.

### Fútbol femenino
En 2015 se creó un departamento para estudiar y promover el fútbol femenino y apoyar a los clubes en sus tomas de decisión a la hora de abordar la profesionalización y visibilidad de las jugadoras y de los partidos. También fomentó la creación de la Asociación de Clubes de Fútbol femenino que trata de impulsar todo tipo de actividades que contribuyan al progreso del fútbol femenino. Creada en 2015 con 13 miembros fundadores, en 2020 cuenta con 69 clubes participantes.

### Fundación LALIGA
La Fundación del Fútbol Profesional es una entidad cultural privada, creada a iniciativa y por acuerdo unánime de la Asamblea General de la Liga Nacional de Fútbol Profesional, con personalidad jurídica propia, sin ánimo de lucro, y con plena autonomía funcional, que se constituyó legalmente el 5 de febrero de 1993.
La Fundación del Fútbol Profesional tiene como finalidad primordial la promoción, fomento, financiación, investigación y desarrollo de las actividades culturales en general y, en particular, la referida a la cultura física y el deporte del fútbol.
Para la consecución de sus fines, la Fundación del Fútbol Profesional desarrolla actividades culturales a través de concesión de becas y ayudas de estudio para la formación, preparación e investigación en materia deportiva, promociones y concursos artísticos, exposiciones, conferencias, publicaciones, campeonatos de fútbol para jóvenes y cualesquiera otros actos de índole cultural y deportivo.
Desde 2017 organiza la LaLiga Genuine, liga de fútbol para personas con discapacidad intelectual en la que 36 clubes de LaLiga forman parte de esta competición.Entre otras actividades socioeducativas, desde 2020 se organiza LALIGA Za’atari Social Project en el campo de refugiados Za´atari en Jordania.

### LALIGA ACADEMY
La Liga Nacional de Fútbol Profesional organiza el Campus LaLiga y cuenta con la colaboración de la Asociación Nacional de Entrenadores de Fútbol y el Ministerio de Cultura.
El Campus de la Liga es una experiencia de fútbol profesional, donde niños y niñas entre 8 y 13 años, aprenden, entrenan y juegan. Constituye una experiencia humana y deportiva completa donde los valores pedagógicos, indispensables a esta edad, se compaginan con el deporte, además de con talleres educativos y formativos. Instalaciones, entrenadores, métodos y equipos son propios de la Liga Nacional de Fútbol Profesional.

### LALIGA BUSINESS SCHOOL
Creada con la intención de contribuir a la formación de los gestores del fútbol y de otros deportes globales, inició su andadura en 2018. En colaboración con la Universidad Francisco de Vitoria ofrece estudios de postgrado y diversos cursos formativos: máster en Derecho aplicado al fútbol profesional, máster en Dirección, metodología y análisis del fútbol y máster en Global Sports Marketing. También ofrece cursos sobre LaLiga eSports, de Estrategia digital y datos y el Making off del evento deportivo, siendo todos ellos programas de componente teórico y práctico, impartidos por relevantes profesionales del sector.

### Quédate en casa:COVID-19
Durante la crisis de la COVID-19, con la competición suspendida temporalmente, LaLiga realizó una serie de actividades para colaborar con la iniciativa de “Quédate En Casa” creando contenidos de entretenimiento para disfrutar en casa.
El primero fue LaLiga Santander Challenge, un torneo FIFA 20 jugado por futbolistas reales (uno de cada club de LaLiga), que ganó Marco Asensio del Real Madrid C. F. Seguido por más de 1 millón de personas, recaudó 180.000 euros para la lucha contra el COVID-19.
También organizó LaLiga Santander Fest, un festival de música con reconocidos artistas y jugadores de fútbol, que participaron desde sus casas y contribuyeron a recaudar fondos para la compra de material sanitario.
En la coyuntura de crisis sanitaria, los socios de LaLiga en China donaron 170 000 mascarillas. En total, con todas estas acciones, LaLiga donó a la sociedad española: 1 435 000 mascarillas de alto riesgo, 115 respiradores no invasivos, 12 595 trajes esterilizados desechables y 500 000 guantes.

## Expansión internacional
El creciente interés por el fútbol español ha sido un incentivo para la expansión global de la Liga Nacional de Fútbol Profesional, basada en tres pilares fundamentales: las oficinas internacionales, la red de Global Network y las joint venture o empresas conjuntas que ha creado en diversos puntos del mundo. Las 13 oficinas internacionales están ubicadas en: Bélgica (Bruselas), China (Shanghái y Pekín), Sudáfrica (Johannesburgo), Estados Unidos (Nueva York), Emiratos Árabes Unidos (Dubái), India (Nueva Delhi), Nigeria (Lagos), México (Ciudad de México), Singapur (Singapur), Reino Unido (Londres) y España (Madrid y Barcelona).
Sus 44 delegados forman parte de la LaLiga Global Network y están presentes en 41 países. Entre las empresas conjuntas o joint ventures, se encuentra la LaLiga North America, en asociación con RELEVENT para introducir el fútbol español en los Estados Unidos.
LaLiga fue reconocida en los WFS Industry Awards 2019 por la Mejor Estrategia de Internacionalización. En 2020 LaLiga  recibió el título de Embajador Honorífico de la Marca España en la categoría de Relaciones Internacionales, “por su contribución a difundir una imagen positiva de España por todo el mundo a través del fútbol” y por “ayudar a la internacionalización tanto de las empresas como de los deportistas españoles”.